# Oktoberfest
Oktoberfest u Münchenu na livadi Theresienwiese najveća je pučka veselica na svijetu. Dolaze i brojni turisti iz cijelog svijeta.
U münchenskom dijalektu zove se d'Wiesn, a održava se od 1810. godine na Theresienwieseu. Svake godine dolazi preko šest milijuna posjetitelja, osim za vrijeme pandemije COVID-a 2021. kada je bio otkazan.

## Povijest
Prvi Oktoberfest održan je 1810. godine u čast kralja princa Ludviga (kasnije Ludvig I. od Bavarske) koji se tada vjenčao s princezom Theresom von Sashen-Hildburghausen. Tradicija nije održana u razdoblju od 1854. do 1873., zbog velike epidemije kolere, kao ni tijekom dva svjetska rata.

## Priprema i otvorenje
Za Oktoberfest, münchenske pivovare proizvode posebno Wiesn pivo s većim postotkom alkohola tako da ga sadrži od 6-7%. Traje šesnaest dana, počinje svake godine krajem rujna i završava početkom listopada. Subotom u točno 12:00 sati u šatoru Schottenhammel gradonačelnik otvara prvu bačvu piva uz povik "O'zapft is!" ( "Otvoreno je!"). Od tada se Oktoberfest smatra otvorenim. 

## Zanimljivosti
Svake godine prisutni znatiželjno čekaju da vide koliko puta gradonačelnik treba udariti čekićem dok prvo pivo poteče, a postoje čak i oklade. Najbolji rezultat s po dva udarca je imao Ude (2005., 2008. i 2009.), ali bilo je već potrebno i 19 udaraca (Wimmer, 1950.).
Kao primjer ostalih zanimljivosti moguće je navesti kako se 2004. godine popilo 5.5 milijuna litara piva, 35 000 litara vina, 20 000 boca šampanjca, 200 000 šalica kave i čaja te 700 000 boca vode i limunade. Pojelo se 200 000 pari kobasica, 500 000 pilića, 50 000 kg ribe i 89 pečenih volova. Te iste godine izgubljeno je oko 4000 stvari, a najbizarnije od njih su note skladbe Johanna Sebastiana Bacha, umjetni zlatni zubi i 13 000 starih njemačkih maraka koje su pronađene u jednim hlačama.

## Vanjske poveznice
- Webstranica Oktoberfesta